# Cowboy Bebop
Cowboy Bebop (カウボーイビバップ Kaubōi Bibappu?) es una serie de animación japonesa desarrollada por el estudio Sunrise y la productora Bandai Visual en 1998.
Sus 26 episodios están ambientados en el año 2071; la serie trata acerca de las aventuras, desventuras y tragedias de un grupo de cazarrecompensas que viajan a bordo del Bebop, su nave espacial. Cowboy Bebop explora temas filosóficos como el existencialismo y su vacío, la soledad y las influencias del pasado.
La serie fue emitida en Japón por TV Tokyo desde el 3 de abril hasta el 26 de junio de 1998, transmitiéndose solo 12 episodios debido a su controvertido contenido. Más tarde, la serie fue transmitida con todos sus episodios por el canal de pago WOWOW, desde el 24 de octubre hasta el 24 de abril de 1999. El anime fue adaptado a dos mangas que fueron publicados en la revista Asuka Fantasy DX, de la editorial Kadokawa Shoten. Posteriormente en el año 2001, se realizó una película estrenada a nivel mundial y en noviembre de 2021, se realizó una serie de televisión estadounidense en acción real, contando con actores reales que encarnan a los personajes, la cual es distribuida en la plataforma de streaming Netflix.
Se convirtió mundialmente en un éxito comercial y de crítica, siendo a menudo considerado como una obra maestra tanto en el mercado japonés como en el internacional (sobre todo en los Estados Unidos).

## Argumento
Transcurre el año 2071. La tripulación de la nave Bebop, inicialmente compuesta por Spike Spiegel y Jet Black, viaja por todo el sistema solar en busca de recompensas. A lo largo de sus aventuras se incorporan tres nuevos personajes a la tripulación: Faye Valentine, Ed y Ein, la mascota.
Durante las aventuras se desvela la tortuosa relación entre el protagonista Spike y un viejo camarada suyo, Vicious, lo que conduce al desenlace de la serie. La relación de Spike con los coprotagonistas, así como los trasfondos de estos, se dejan entrever en los capítulos intermedios de la serie.

## Trasfondo
En el año 2022 se construyen una serie de puertas hiperespaciales a lo largo del sistema solar, que facilitan la creación de colonias en otros planetas y el comercio entre ellas. Una de estas puertas, muy cercana a la Tierra, sufre cierta inestabilidad que deriva en una explosión de grandes proporciones.
Esta explosión destroza gran parte de la Luna cuyos fragmentos arrasan la superficie del planeta Tierra, matando a miles de millones de personas. La mayoría de la población opta por emigrar a colonias en otros planetas. Los habitantes que deciden permanecer en el planeta se ven obligados a vivir bajo tierra debido a la caída constante de fragmentos lunares en la superficie de la Tierra.
Las colonias son:
- Venus: Se trata de un planeta lleno de vegetación y con una arquitectura basada en la cultura árabe. Sus pobladores son sobre todo de raza africana, árabe e india. Las esporas flotantes suelen causar el llamado «síndrome de Venus». En la mayoría de casos produce solamente una voz aguda pasajera, aunque puede evolucionar a ceguera total o muerte en determinados individuos. El tratamiento es caro y está al alcance de muy pocos.
- Marte: El planeta más habitado del sistema. Los habitantes viven en ciudades-cráter, ubicadas en los cráteres de los impactos de meteorito, con una barrera de escudo rodeándolas y proporcionando el oxígeno necesario. Su arquitectura es similar a las grandes ciudades terrestres como Nueva York, Hong Kong, París o Tokio. Su población es descendiente de europeos y chinos.
- El asteroide Tijuana: Poblado mayoritariamente por colonos procedentes de México y el resto de Latinoamérica, es un lugar frecuentado por criminales y fugitivos. El mercado negro está muy presente en esta ciudad, lo que atrae a más criminales. Sin embargo, un gran número de cazarrecompensas también procede de esta colonia, provocando siempre disputas.
- Lunas de Júpiter: Calisto, un gélido satélite lleno de fábricas contaminantes y abandonadas, está poblado casi exclusivamente por hombres de raza caucásica; Ganímedes, la segunda colonia más poblada del sistema, con una gran industria pesquera que exporta sobre todo el ratón marino de Ganímedes, un manjar de alta cocina; y Europa, una luna casi totalmente cubierta de agua pero con parte de corteza terrestre, donde los habitantes han modelado una sociedad basada en el estado estadounidense de Arizona.
- Una de las lunas de Saturno, Titán: Este satélite, antiguamente muy próspero, ha sido escenario de una cruenta guerra civil desde el año 2060. A falta de combatientes, miles de voluntarios se enrolaron en ambas facciones (incluidos algunos personajes secundarios). La guerra acabó por arrasar la luna y convertirla en un desierto de roca y arena donde los soldados deben vestir con ropa de desierto al estilo de los tuaregs terrícolas.
- Penitenciaría de Plutón: Es el lugar donde la ISSP (Inter-Solar System Police; Policía del Sistema Intersolar) lleva a los criminales capturados, donde trabajarán forzosamente extrayendo los minerales propios del asteroide helado, sobre todo deuterio, uranio, petróleo y gas.

La moneda universal del sistema solar es el woolong (símbolo: ￦, pronunciado ūron en japonés). Apenas se usa dinero físico, ya que la mayoría de las personas hacen transferencias con tarjetas de crédito a través de terminales o puntos de intercambio.

## Personajes principales

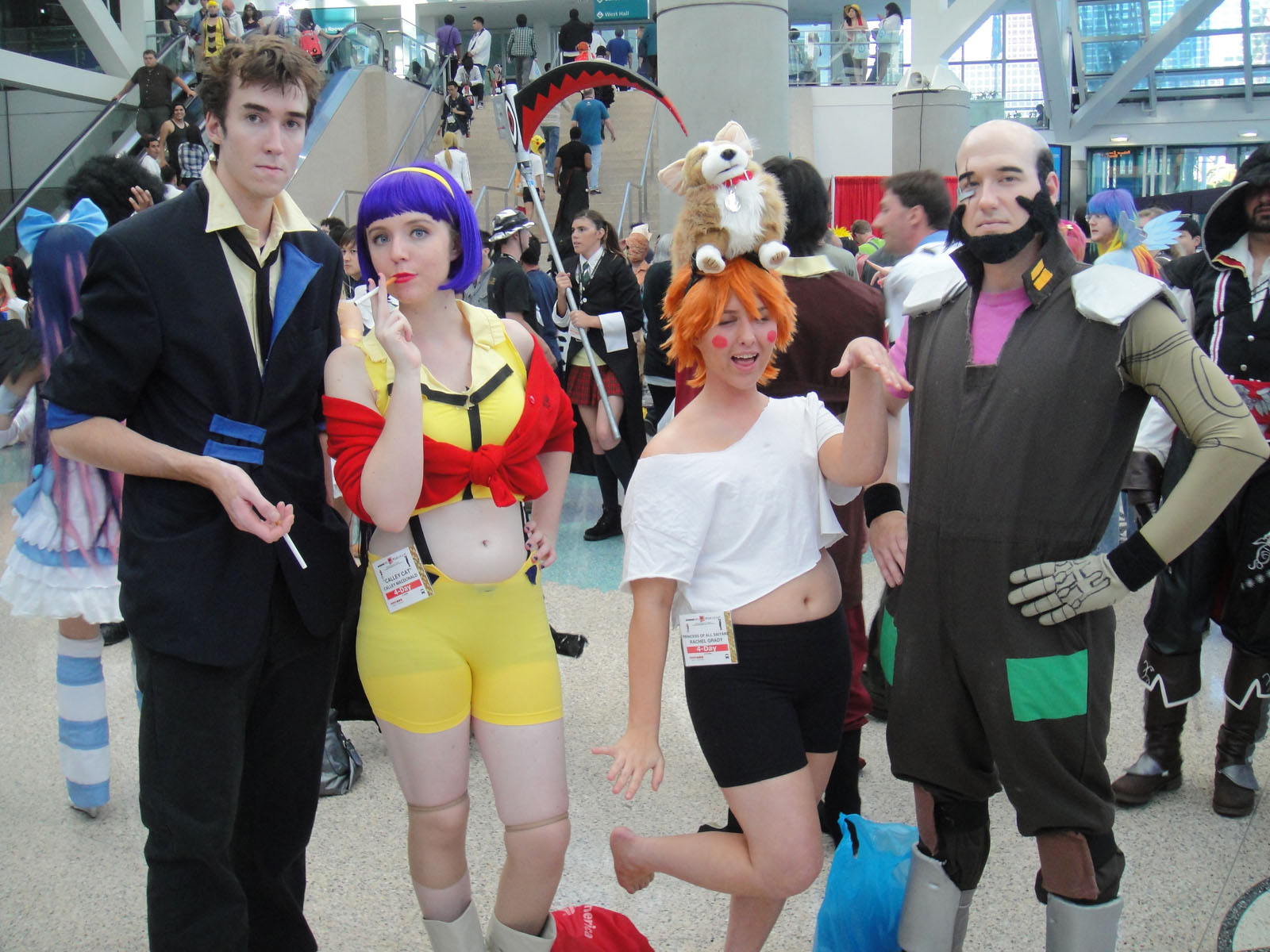
Cosplay de los personajes principales del anime

La serie cuenta con una tripulación con diferentes personajes principales. Inicialmente solo son dos, Spike Spiegel y Jet Black, que trabajan como cazadores de recompensas. A lo largo de la historia la tripulación del Bebop aumenta con la llegada de Faye Valentine, Ed y Ein, la mascota del grupo.
- Spike Spiegel (スパイク・スピーゲル Supaiku Supīgeru)

Nació en Marte. Spike es un exmiembro del sindicato criminal Dragón Rojo que es perseguido por un antiguo triángulo amoroso entre su anterior compañero del sindicato, Vicious, y una misteriosa mujer llamada Julia. A pesar de su apariencia descreída e irónica, es un experto en jeet kune do. Según él, hay tres cosas en el mundo que odia más que nada: los niños, las mujeres aprovechadas y los perros (refiriéndose a Ed, Faye y Ein, respectivamente).
- Faye Valentine (フェイ・ヴァレンタイン Fei Varentain)

Una mujer amnésica que despertó de un letargo criogénico de 54 años tras sufrir un accidente. Fue engañada y asume la deuda del hombre que la despertó, debido a ello constantemente intenta ganar el dinero en las apuestas para solucionar rápidamente su problema monetario, dando la impresión de ser una ludópata. Su pasado y su nombre verdadero son un misterio incluso para ella misma (el nombre «Valentine» le fue dado por un doctor), y se van descubriendo progresivamente a través de la serie.
- Jet Black (ジェット・ブラック Jetto Burakku)

Su tierra natal es Ganímedes. Es el más «serio» del grupo, el que tiene más experiencia y dueño de la nave Bebop. Jet es un expolicía que perdió un brazo en una riña con un delincuente mientras ejercía su profesión. Dejó la organización por la corrupción que había en ella. Sabe que Spike pertenecía a la mafia de los Dragones Rojos, pero nunca se mete en sus asuntos, a menos que presienta que está en peligro. Jet es el más demostrativo del grupo en cuanto a sus emociones. Es muy aficionado a cocinar, así como a cultivar bonsáis.
- Ed (エドワード・ウォン・ハウ・ペペル・チブルスキー4世 Edowādo Hau Peperu Chiburusukī Yon-se)

Chica terrestre bastante extraña, físicamente parece un chico y su verdadero nombre es Françoise. Es una genio hacker que siempre da problemas a la policía con sus travesuras; consiguió unirse al Bebop hackeando su sistema informático y controlando la nave ella misma cuando intentaba huir. Vaga sin rumbo a donde la vida la lleve. Ed no se preocupa por el futuro ni por nada que para cualquier persona tenga sentido, solo vive la vida al día, por lo que es muy impulsiva. Su padre es igual que ella y pese a que la quiere, se preocupa muy poco por el paradero de su hija. Ed, de hecho, se crio en un orfanato terrestre organizado por una monja.
- Ein(アイン Ain)

Ein (Strut en el doblaje español) es un corgi galés de Pembroke y exanimal de laboratorio identificado como «perro de datos» por los científicos que lo crearon. La terminología utilizada para este título nunca fue explicada; sin embargo, se sugirió que posee inteligencia superior (que supera incluso a la de los humanos), ya que casi al final de la serie aparece hackeando una computadora con gran facilidad, mientras que los intentos previos de sus compañeros fracasaron. A pesar de su inteligencia superior, la tripulación del Bebop no capta estas cualidades. A menudo se lo muestra realizando hábitos propios de un perro normal, y generalmente se le ve dando vueltas por la nave.

## Naves

### Bebop
El Bebop es la nave, capitaneada por Jet, que da nombre a la serie y que sirve de centro neurálgico de las vidas de Spike, Faye, Ein, Ed y el propio Jet. Es bastante vieja y su vida ajetreada hace que esté cada dos por tres averiada.

### Swordfish II
- Piloto: Spike Spiegel
- Ancho: 13,3 m
- Alto: 4,8 m
- Largo: 13,8 m
- Peso: 8,4 t
- Armamento: Cañón de plasma, 2 ametralladoras.

El Swordfish II, nave pilotada por Spike, es una fusión de avión y nave espacial de alta velocidad que posee las características aerodinámicas de un avión supersónico en el frente, combinadas con una nave de ciencia ficción. La nave posee el motor en la parte posterior y en el centro contiene una cúpula desprendible de forma esférica, esta se puede ahumar o en su defecto transparentar de forma automática dependiendo del ambiente, o manual controlada por el piloto. La cúpula está hecha de fibra de vidrio reforzada con tres capas, la primera es transparente, la segunda es ahumada y la tercera es una capa antibalas (no muy efectiva). Las tres son herméticas.
El aspecto está inspirado en un avión rojo Pointy aerodinámico con las alas largas que se doblan por encima del fuselaje para ahorrar espacio. Para hacer esto posible, cada ala se une con un empalme que resbala de modo que abisagre o encaje en el medio, para así poder ser doblada cerca de un cuarto de vuelta para después ser plegada hacia arriba sobre el cuerpo de la nave; las alas son accionadas por un motor espacial que gira en la parte posterior delantera del motor de la nave y que se maneja manualmente desde afuera por una polea y automáticamente desde la cúpula por medio de un interruptor. Aunque las alas parezcan similares, de hecho son asimétricas en la base; una se dobla 45° hacia adelante mientras que la otra se dobla 45° hacia atrás. Cada extremo del ala está encapsulado con dos grandes timones que están conectados el uno al otro hacia un pilón fino anclado a un cubo; ahí se encuentran los lanzamisiles estilo alas de gorrión y justo debajo una ametralladora con cañones cortos y balas de 110 mm. El timón más bajo en cada ala sostiene un tren de aterrizaje minúsculo encajable (una barra gris parecida a la goma fina moldeada en la rueda). Cada ala tiene una vía de tren de aterrizaje en su cara interior. El tren de aterrizaje posee un pistón que mueve las ruedas. La alas son modelo Underwing de VTOL.
El panel posee bastantes líneas y agujeros de remache. Por debajo del fuselaje se encuentra un gran cañón de plasma, capaz de disparar a varios metros de distancia, y su tiempo de carga es de 5,5 segundos. El Swordfish II posee, como uno de sus frenos, un «paracaídas» en la parte del propulsor posterior que se desencapsula por medio de un gancho en la parte superior de la cúpula central cuando es empujado hacia abajo; esto desactiva el seguro de la compuerta y el paracaídas se desprende y detiene lentamente la nave con la fuerza del viento. La nave es extremadamente ligera a tal grado que es posible modificar su trayectoria por medio de movimientos del piloto en la cabina.

### Red Tail
- Piloto: Faye Valentine
- Ancho: 7,2 m
- Alto: 5,4 m
- Largo: 8,6 m
- Peso: 7.2 toneladas
- Armamento: 2 ametralladoras de 30 mm y múltiples cañones capaces de disparar una gran variedad de misiles y granadas.

La Red Tail es un vehículo de ataque extremadamente maniobrable muy parecido a una cápsula submarina con brazos robóticos, armada con dos lanzadores de misiles de alto calibre y dos cañones Vulcan, además de poseer equipos ECM y de supervivencia. Faye puede llamar al Red Tail cuando quiera usando un localizador y un radio control que lleva escondidos en sus joyas. Es de apuntar la similitud en la estructura general con la nave Batwing de la reciente película de Batman (2012) The Dark Knight Rises.

### Hammerhead
- Piloto: Jet Black
- Ancho: 12,3 m
- Alto: 7,7 m
- Largo: 21,5 m
- Peso: 15,3 t
- Armamento: Brazo y garra mecánica; ancla.

El Hammerhead es una larga, enorme y áspera nave de pescador. Armada con un arpón, esta nave no fue inventada para que pudiese ser usada en combate. Los motores rotantes le permiten ir más rápido a través de las direccionales de enfrente y reversa. El vehículo de elección de Jet es usualmente usado como de remolque o carga sobre todo en el agua, en el aire y en la tierra y pocas veces en el espacio aunque no es aconsejable.

## Contenido de la obra

### Anime
La serie ha sido creada por Hajime Yatate, un pseudónimo colectivo que engloba a varios miembros de la compañía Sunrise, estudio encargado de la animación de la serie.
Shinichiro Watanabe estuvo a cargo de la dirección, Keiko Nobumoto en el cargo de composición de serie, Toshihiro Kawamoto del diseño de personajes y Yōko Kanno de la composición musical.
Cowboy Bebop estuvo a punto de no ser emitida en la televisión japonesa. Su primera emisión por TV Tokyo fue cancelada, y se emitieron únicamente los episodios 2, 3, 7–15 y 18 desde abril de 1998, debido a que el contenido no era apto para ser emitido en televisión abierta. A finales de ese mismo año, la emisora vía satélite WOWOW emitió la serie completa hasta abril de 1999.
La serie fue doblada al inglés por Animaze y ZRO Limit Productions, autorizada por Bandai Entertainment en Norteamérica, y actualmente por Funimation. Fue autorizada por Beez Entertainment para su emisión en Reino Unido y luego por Anime Limited. Madman Entertainment tiene la licencia para su emisión en Australia y Nueva Zelanda. En septiembre de 2001, Cowboy Bebop se emitió en los Estados Unidos a través del bloque Adult Swim de Cartoon Network, y resultó un completo éxito.
El canal Locomotion licenció de Sunrise los derechos de transmisión de la serie en la NATPE de 2001 y anunció su emisión para América Latina; el estreno se dio en noviembre de ese mismo año con doblaje al español realizado en México. La serie se reestrenó panregionalmente por I.Sat en el bloque Adult Swim el 9 de enero de 2016, con el doblaje estadounidense y subtitulado, pero por motivos que se desconocen, la serie fue retirada tras el episodio 6. La serie fue licenciada para una edición en DVD para Argentina y Chile por DSX Films en 2012, siendo distribuida por A.V.H. San Luis S.R.L. y Editorial Edisur respectivamente. En 2005 el canal Cuatro la emite íntegramente y en abierto por primera vez en España a nivel nacional, después de haberlo hecho a nivel autonómico en Canal 33 (Cataluña) y Canal 2 Andalucía, donde obtuvo una notable acogida.
El 25 de agosto de 2021, Funimation anunció que la serie había recibido un re-doblaje en español latino, la cual se estrenó el 9 de septiembre. Tras la adquisición de Crunchyroll por parte de Sony, el re-doblaje se trasladó a Crunchyroll.

### Manga
Existe la publicación de tres volúmenes, aproximadamente 186 páginas cada tomo, con historias que cuentan varias aventuras de los personajes. Estos tres tomos tienen un estilo que logra trasmitir el mismo ambiente que el visto en el anime. El primer y segundo tomo constan de cuatro historias cada uno, mientras que el tercero solamente de dos. Al final de cada tomo hay comentarios finales en los que participan el director, productor y gente que ayudó a la realización de los mangas. Fueron publicados en Japón en el año 2000 por Kadokawa Shoten publishing Co. Ltd. Tokio. Fueron trabajos originales de Yatate Hajime. Las historias de los tres tomos son de Dai Stou y contaron con la colaboración de Watanabe Shinichiro y Sunrise. Fueron publicados en España a mediados de 2004, y también en México a finales de 2005 y principios de 2006.
| Volumen | ISBN               | Fecha de publicación en Japón | Fecha de publicación en México | Capítulos |
| ------- | ------------------ | ----------------------------- | ------------------------------ | --------- |
| 01      | ISBN 4-04-853078-X | Abril de 1999                 | Junio de 2005                  | 01 - 04   |
| 02      | ISBN 4-04-853136-0 | Noviembre de 1999             | Julio de 2005                  | 05 - 08   |
| 03      | ISBN 4-04-853185-9 | Abril de 2000                 | Agosto de 2005                 | 08 - 11   |

### Videojuegos
Un videojuego llamado simplemente Cowboy Bebop (カウボーイビバップ Kaubōi Bibappu?) fue publicado en Japón por la compañía Bandai para la consola PlayStation el 15 de mayo de 1998.
El segundo videojuego fue lanzado exclusivamente en Japón el 25 de agosto de 2005 con el nombre de Cowboy Bebop: Tsuioku no Yakyoku (カウボーイビバップ 追憶の夜曲 Kaubōi Bibappu Tsuioku no Yakyoku?). Fue publicado por Bandai para la consola PlayStation 2. Este sigue la historia original del anime.
(el anime también tiene una colaboración con el videojuego Overwatch 2 Donde están los personajes principales representados con héroes del juego).

### Película
El éxito de la serie dio lugar a la realización de un largometraje denominado Cowboy Bebop: Tengoku no Tobira (en inglés Knocking on Heaven's Door) en 2001. No obstante, la distribuidora TriStar Pictures acortó el título por Cowboy Bebop: The movie debido a problemas legales con el título original.
La película fue producida por Sunrise, Bandai Visual y animada por BONES. La trama gira en torno a la tripulación Bebop, que se entera de una recompensa enorme de 300 millones de woolongs. Al parecer, alguien está manejando un arma química muy poderosa y las autoridades están perdidas al detenerlo. El criminal es peligroso y la tripulación hace frente a un loco de verdad, el cual quiere liberar un virus.

## Proyecto en imagen real
El 22 de julio de 2008 el iF Magazine publicó un artículo según el cual se estaría preparando una película de Cowboy Bebop que estaría avalada por la 20th Century Fox, producida por Erwin Stoff y protagonizada por Keanu Reeves como el cazarrecompensas Spike Spiegel.
En una entrevista con Collider, el actor Keanu Reeves ha dicho que 20th Century Fox actualmente tiene algo olvidado el proyecto. Esto es porque el costo de producción era demasiado elevado, donde la cifra de presupuesto se acercaba a los 500 millones de dólares.
Finalmente en noviembre de 2018, Netflix anunció que prepara una serie de diez episodios basados en el anime. Christopher Lee Yost será el encargado del guion del primer capítulo, mientras que Shinichiro Watanabe cumplirá el rol de consultor principal. La adaptación se estrenó mundialmente el 19 de noviembre de 2021, pero la plataforma Netflix anunció a las pocas semanas de su estreno, y a pesar de que en el final del 10° capítulo había dejado entreverlo, que se cancelaba indefinidamente.

## Banda sonora
Uno de los elementos más destacables de Cowboy Bebop es su banda sonora, compuesta por la artista Yōko Kanno e interpretada por la banda The Seatbelts, y demás colaboradores, entre los que se destacan las voces de Mai Yamane, Ilaria Graziano, Steve Conte, entre otros. La mayoría de las canciones son de estilo jazz bebop, aunque también es posible encontrar blues, pop, música clásica y heavy metal. El contenido es muy prolífico y si bien muchas de las canciones son puramente instrumentales, una buena parte contiene letras en idiomas como el japonés, inglés y francés.
La banda sonora fue editada en ocho álbumes:
1. Cowboy Bebop: OST 1 Original Soundtrack I
2. Cowboy Bebop: VITAMINLESS
3. Cowboy Bebop: NO DISC Original Soundtrack II
4. Cowboy Bebop: BLUE Original Soundtrack III
5. Cowboy Bebop: ASK DNA
6. Cowboy Bebop: FUTURE BLUES
7. Cowboy Bebop: COWGIRL ED O.S.T. Limited Edition Mini-CD
8. Cowboy Bebop: MUSIC FOR FREELANCE: Es un conjunto de remixes de las canciones de los discos anteriores.
9. Cowboy Bebop: CD-BOX: Recopila las canciones más famosas de los discos en versiones ampliadas y mejoradas.

Cabe destacar que el disco doble "Future Blues" y el mini-CD "ASK DNA" componen la banda sonora de la película Cowboy Bebop: Knockin' on Heaven's Door.

### Opening
- Episodios 1 al 25: "Tank!" por The Seatbelts.

### Endings
- Episodios 1 al 12 y 14 al 25: "The Real Folk Blues" por The Seatbelts feat. Mai Yamane.
- Episodio 13: "Space Lion" por The Seatbelts.
- Episodio 26: "Blue" por The Seatbelts feat. Mai Yamane.